# Staatsbankroet
Een staatsbankroet, ook wel nationaal faillissement, nationale insolventie of staatsfaillissement geheten, is een situatie waarin een nationale overheid haar verplichtingen gedeeltelijk of geheel niet nakomt. Dit kan zowel door economische als politieke oorzaken komen. 
Hoewel een staat soeverein is en dus niet echt failliet kan gaan zoals natuurlijke personen en private rechtspersonen in die zin dat er een procedure moet worden doorlopen, kan een staatsbankroet toch ernstige gevolgen voor de staat en diens bevolking hebben. De economische crisis die hiervan het gevolg is noemt men een (staats)schuldencrisis.

## Oorzaken
De oorzaak van een staatsbankroet kunnen economisch of politiek zijn.

### Economische oorzaken
Economische staatsbankroeten worden vaak veroorzaakt door een te grote staatsschuld. Vaak kampt de overheid al langere tijd met een tekort op de begroting. Omdat bezuinigingen en belastingverhogingen leiden tot ontevredenheid onder de bevolking, is de verleiding groot om het gat te vullen door bij te lenen. Deze nieuwe leningen moeten echter ook weer afgelost worden en genereren bovendien rente die stijgt naarmate meer geleend wordt. De overheid komt dan in een vicieuze cirkel terecht, die eindigt met een situatie waarin zij niet langer aan de aflossings- en renteverplichtingen kan voldoen.
Dieperliggende oorzaken achter het ontstaan van de hoge staatsschuld zijn meestal:
- Plotseling tegenvallende belastinginkomsten en/of stijgende sociale lasten door een verslechterende economische situatie;
- Regeringsmaatregelen die de economie of financiële markten schaden;
- Inefficiënte budgetpolitiek, inefficiënte aanwending van de geleende gelden, corruptie;
- Moral hazard omdat een lenende machthebber goede sier met het geld kan maken maar de verplichtingen naar zijn opvolgers kan schuiven;
- Te veel moeten lenen door andere oorzaken, bijvoorbeeld rampen of oorlogen. Bovendien kan men na een verloren oorlog ook herstelbetalingen opgelegd krijgen, waardoor de staatsschuld nog groter wordt.

### Politieke oorzaken
Een politiek staatsbankroet is in veel gevallen niets anders dan een weigering van de regering om aan haar verplichtingen te voldoen, ongeacht of zij er wel of niet economisch toe in staat is. Dit is overigens strijdig met de principes van (internationaal) recht, die stellen dat een staat rechtspersoonlijkheid heeft en als zodanig drager van rechten en verplichtingen kan zijn. Een regeringswisseling wijzigt niet de rechtspersoonlijkheid, een staat wordt hierdoor dus niet ontdaan van door eerdere regeringen aangegane verplichtingen. Desondanks is het een aantal keer voorgekomen dat een regering de nationale schuld (van voorgangersstaten) weigerde af te lossen, omdat de nieuwe regering de legitimiteit van deze staten niet erkende. Voorbeelden zijn:
- Na de Franse Revolutie weigerden de nieuwe machthebbers koninklijke obligaties af te betalen;
- Tijdens de Eerste Duits-Deense Oorlog weigerde de Sleeswijk-Holsteinse regering na de onafhankelijkheidsverklaring obligaties af te betalen die waren uitgegeven onder Deens bestuur;
- Na de Amerikaanse Burgeroorlog weigerde de Unie de staatsschuld van de Confederatie over te nemen;
- Na de Oktoberrevolutie weigerden de bolsjewieken obligaties te betalen die door het Russische Rijk waren uitgegeven.

Een andere politieke oorzaak achter een staatsbankroet heeft niet zozeer te maken met een weigering van de regering, maar met de ontbinding van de staat zelf. Voorbeelden zijn Joegoslavië en de Sovjet-Unie. De schuld wordt uiteindelijk vaak verdeeld over de opvolgersstaten, maar dit kan een langdurig en soms onzeker proces zijn, zeker als geen enkele opvolgersstaat een bepaalde schuld wenst te accepteren. Een extremer geval doet zich voor wanneer een staat geheel desintegreert (zoals Somalië), aangezien er dan ook geen opvolgersstaten meer zijn die aansprakelijk kunnen zijn.

## Voortekenen
Vaak kondigt een staatsbankroet zich al van tevoren aan middels voortekenen.
Op een staat kan men om te beginnen, net als op individuen en bedrijven, bepaalde economische kengetallen en begrippen toepassen. Zo kan men naar het netto vermogen van de staat kijken, de staatsschuld als percentage van het BNP, de lasten versus de baten en een aantal andere zaken. Ook politieke stabiliteit, corruptie en andere niet (primair) economische indicatoren kunnen een beeld geven van de kans op een staatsbankroet. Deze indicatoren laten vaak al voor een staatsbankroet een verslechterend beeld zien.
De meeste overheden hebben een kredietrating bij kredietbeoordelaars als Moody's, Standard & Poor's en Fitch. Deze rating probeert een indicatie te geven van de kans op het niet voldoen aan verplichtingen, waarbij de kredietbeoordelaars bovengenoemde factoren zo goed mogelijk proberen mee te wegen. Aan een staatsbankroet gaat in veel gevallen een (scherpe) verlaging van de rating van het land vooraf.
Een andere indicator is de rente op staatsleningen. Wanneer het risico stijgt moet een overheid meer rente bieden om investeerders toch nog over de streep te trekken. Een sterk stijgende rente op staatsleningen is dan ook een belangrijke voorspellende indicator.

## Verloop en gevolg
Een staat is soeverein en kan dus in principe niet gedwongen worden een procedure te doorlopen, laat staan geliquideerd worden. Onder nationale rechtsstelsels kan men dus niet een staat failliet laten verklaren en onder internationaal publiekrecht bestaat een dergelijke procedure dan ook niet. Toch zal een staatsbankroet niet zonder gevolgen blijven voor een staat, de bevolking en uiteraard de crediteuren.
De crediteuren zijn uiteraard het eerst en meest direct getroffen. Ze lijden een geheel of gedeeltelijk verlies op hun investering, of moeten langer op hun geld wachten. Weliswaar proberen veel staten met hun crediteuren te onderhandelen, maar zullen de crediteuren uiteindelijk in de meeste gevallen toch een groot deel van hun vordering moeten afschrijven. Het resultaat van dergelijke onderhandelingen is meestal een saneringsplan, waarin ten nadele van de crediteuren van de oorspronkelijke voorwaarden wordt afgeweken. Zo wordt de terugbetaling bijvoorbeeld over een (langere) tijdsperiode uitgesmeerd, moeten crediteuren een deel van de lening afschrijven, of wil de staat nog een extra lening om de directe nood te lenigen. Soms wordt door de staat onderscheid gemaakt tussen soorten crediteuren (lange of korte leningen, natuurlijk persoon of rechtspersoon, privaat of publiek, binnenlands of buitenlands). De partijen met de minste onderhandelingsmacht (meestal zijn dit kleine spaarders) dragen hierdoor vaak de zwaarste verliezen.
De reputatie van de staat die zijn verplichtingen niet nakomt krijgt een stevige deuk. Uiteraard zal niemand meer geld aan de betreffende staat willen lenen, dus zal deze zijn beleid volledig uit belastinginkomsten moeten financieren. Hoewel de schuldenlast meteen wegvalt, zal een staat meestal niet aan bezuinigingen en lastenverzwaringen kunnen ontkomen, omdat de staatsschuld vaak uit een dieperliggende oorzaak voortkomt en omdat het staatsbankroet zelf de economie (nog verder) schaadt. Deze lastenverzwaringen kunnen op hun beurt de economische situatie weer verergeren waar de regering minder daadkrachtig op kan reageren, omdat er immers niet meer geleend kan worden. Staten proberen vaak saneringsplannen met crediteuren te onderhandelen, omdat ze beseffen dat ze anders in de toekomst in het geheel van niemand meer geld kunnen lenen.
Een staatsbankroet grijpt diep in in de nationale economie, en dus de levens van de bevolking, op de volgende manier:
- Directe verliezen voor kleine spaarders (zie hierboven);
- Bezuinigingen bij de overheid, leidend tot ontslagen, salarisverlagingen, versobering van arbeidsvoorwaarden, lagere uitkeringen en subsidies;
- Negatieve gevolgen voor opgebouwde en uitgekeerde pensioenen;
- Een bancaire crisis omdat banken staatsleningen afschrijven;
- Een economische crisis omdat de nationale markt instort, en investeerders en buitenlandse handelspartijen het land vermijden;
- Een valutacrisis omdat men niet meer wil handelen of investeren de nationale munt. Investeerders trekken hun geld terug of laten het 'vluchten' in buitenlandse valuta. Soms wordt teruggevallen op ruilhandel;
- Werkloosheidsstijging, ook in de private sector, door de crisis en bezuinigingsmaatregelen;
- Lastenverzwaringen zoals hogere belastingen, waaronder ook het schrappen of verminderen van aftrekposten en vrijstellingen.

Uiteindelijk kan dit leiden tot een sociale crisis: rellen, burgeroorlog, politieke instabiliteit, opkomst van extremisme, en wellicht in een later stadium internationale agressie. Bovendien kan er een domino-effect optreden wanneer de directe of indirecte gevolgen van het staatsbankroet andere landen treffen.

## Maatregelen
Een staat kan met verschillende instrumenten een staatsbankroet voorkomen of de economische gevolgen ervan temperen.
- Verhoging van de inkomsten, bijvoorbeeld door
  - Belastingverhogingen;
  - Verkoop van staatsbezit, privatisering;
  - Versobering van belastingaftrekposten en -vrijstellingen, feitelijk eveneens (verkapte) belastingverhogingen;
- Verlaging van uitgaven, bijvoorbeeld door
  - Het afgelasten van geplande nationalisaties;
  - Het afgelasten van projecten;
  - Het bezuinigen op de lopende uitgaven, bijvoorbeeld verlaging van uitkeringen en subsidies.
- Het heronderhandelen van de staatsschulden, bijvoorbeeld het bedingen van:
  - Een moratorium op rente- of aflossingsbetalingen;
  - Een langere looptijd;
  - Een lagere rente;
  - Kortingen ('haircuts') op de aflossingen.
- Monetarisering van staatsverplichtingen;
- Devaluatie van de nationale munt;
- De burgers verplichten in de nationale munt te handelen;
- Ten tijde van de Franse Revolutie en ervoor kwamen gedwongen leningen voor. Rijkere burgers werden gedwongen aan de staat of koning geld te lenen. Wie dit niet deed kon een boete, gevangenisstraf of de doodstraf krijgen;
- Creatieve maatregelen, zoals de 'mefo-wissel' tijdens het Derde Rijk;
- In de 19e en het begin van de 20e eeuw was het gebruikelijk dat insolvente staten een aflossingscomité toegewezen kregen, dat erop toezag dat de staatsschuld afgelost werd en het staatsbudget controleerde. Naar huidige inzichten is dat een inbreuk op de soevereiniteit;
- Economische of zelfs militaire agressie jegens buurstaten teneinde de bevolking van de crisis af te leiden en anderzijds deze staten economisch dienstbaar te maken. Zo wordt de crisis op andere staten afgewenteld, maar dit zal uiteraard politieke gevolgen hebben.

## Lagere overheden
Ook lagere overheden, zoals deelstaten, gemeenten of provincies, kunnen insolvent raken. Meestal zullen ze dan door de centrale overheid onder een of andere vorm van curatele gesteld en/of gesaneerd worden totdat ze financieel weer gezond zijn. Een voorbeeld hiervan is de Nederlandse artikel 12-status. De gevolgen van een insolventie van een lagere overheid zijn minder ingrijpend, omdat de hogere overheid deze altijd zal steunen. Zo krijgt een Nederlandse artikel 12-gemeente in ruil voor het extra toezicht een uitkering van het Rijk, waardoor de burger weinig tot niets merkt.

## Voorbeelden
In de geschiedenis is het regelmatig voorgekomen dat een staat niet aan zijn verplichtingen kon of wilde voldoen:
1345, EngelandIn 1345 kon koning Eduard III van Engeland zijn schulden aan zijn Florentijnse bankiers niet terugbetalen door de oplopende kosten van de Honderdjarige Oorlog.
1557, 1575, 1596, SpanjeHoewel Spanje enorme rijkdommen uit Zuid-Amerika weghaalde, gaf het die rijkdommen nog sneller uit aan oorlogen met Frankrijk, Engeland, het Ottomaanse Rijk en de opstandige Nederlanden. Grote huurlingenlegers werden ingezet, en die moesten betaald worden. Uiteindelijk leidde dit tot drie keer toe tot een staatsbankroet van Filips II van Spanje, waardoor vooral in de Spaanse Nederlanden bankiers en beleggers veel geld verloren.
1811, OostenrijkIn 1811 kondigde de regering van het keizerrijk Oostenrijk haar staatsbankroet aan door de opgelopen schulden uit de Coalitieoorlogen.
1813, DenemarkenIn 1813 kon Denemarken-Noorwegen niet meer aan zijn verplichtingen voldoen wegens een lange slepende oorlog met Engeland, eveneens samenhangend met de Coalitieoorlogen.
1837, V.S.In 1837 raakten verschillende Amerikaanse deelstaten door economische oorzaken insolvent.
1861, MexicoDe Mexicaanse president Benito Juarez Garcia kondigde in juli 1861 na jaren van burgeroorlog een moratorium op de staatsschulden af. De grootste schuldeisers, Frankrijk, het Verenigd Koninkrijk en Spanje, stelden een gezamenlijk ultimatum, waarna het kwam tot de Franse interventie in Mexico.
1876, Ottomaanse RijkIn 1876 raakte het Ottomaanse Rijk insolvent door de zich opstapelende staatsschuld gecombineerd met de binnenlandse corruptie, de zogenaamde Ottomaanse Schuldencrisis. Het Rijk werd gedwongen zich onder curatele te plaatsen van een Commissie van schuldeisers, de "Dette Osmane", die tot taak had de belastinginkomsten te verdelen en zo te waken over het afgesproken saneringsplan. De maatregelen veroorzaakten binnenlandse onvrede en leidden ten slotte tot een internationale oorlog.
1893, GriekenlandEen prijsdaling van het voornaamste Griekse exportproduct, wijn, leidde tot een vermindering van belastinginkomsten, een begrotingstekort en uiteindelijk afkondiging van een staatsbankroet. Toen de Griekse regering toch wilde bijlenen voor de opbouw van het leger en uiteindelijk een nieuwe oorlog met het Ottomaanse Rijk, moest het evenals het Ottomaanse Rijk in 1876 een verregaande budgettaire controle van een internationaal crediteurencomité accepteren.
1902, VenezuelaOmdat de nieuwe regering weigerde de schulden te betalen die het gevolg waren van een eerdere burgeroorlog, legden de Duitse, Britse en Italiaanse marine een blokkade voor de havens van het land, tot de regering overstag ging. Uiteindelijk werd een compromis bereikt.
1918, RuslandDe nieuwe communistische Russische staat weigerde na de Oktoberrevolutie oude schulden van tsaristisch Rusland te erkennen of deze af te betalen. Deze weigering droeg bij aan de vijandigheid tegen het communisme en de geallieerde inmenging in de Russische Burgeroorlog.
1923, 1932, 1945, DuitslandIn de eerste helft van de 20e eeuw ging Duitsland praktisch drie keer failliet. In 1923 werd het staatsbankroet veroorzaakt door de economische crisis na de Eerste Wereldoorlog, de herstelbetalingen, de Ruhrgebiedbezetting en het financieren van de stakende arbeiders in het Ruhrgebied. In 1932 kondigde de Duitse regering een Stillhalte af, een moratorium op alle uitgaande betalingen. Weliswaar erkende de Weimarrepubliek haar schulden nog, maar terugbetaling vond slechts plaats in ruil voor concessies. Ten slotte, in 1945, was Nazi-Duitsland als verliezer van de Tweede Wereldoorlog praktisch failliet en was de Rijksmark praktisch niets meer waard. De Geallieerden dwongen dan ook een monetaire hervorming af. Bovendien had Duitsland een groot deel van zijn economische problemen naar bezet gebied geëxporteerd.
1998, RuslandIn augustus 1998 kondigde Rusland de herstructurering van een obligatielening aan, wat de Roebelcrisis veroorzaakte.
2002, ArgentiniëWegens de Argentijnse economische crisis kondigde president Adolfo Rodríguez Saá het staatsbankroet van Argentinië aan. Het was vrijwel zijn enige wapenfeit in zijn 5-daagse presidentschap.